# Literaturjahr 1972
Liste der Literaturjahre

1970 | 1971 | Literaturjahr 1972 | 1973 | 1974 | 1975 | 1976 | ► | ►►

Weitere Ereignisse

## Ereignisse
- 15. Januar: Peter Turrinis drittes Bühnenwerk Sauschlachten wird in den Münchener Kammerspielen uraufgeführt.

### Literaturpreise
Internationale Literaturpreise
- Nobelpreis für Literatur: Heinrich Böll

Science-Fiction
- Nebula Award

- Isaac Asimov, The Gods Themselves, Lunatico oder Die nächste Welt, Kategorie: Bester Roman
- Arthur C. Clarke, A Meeting with Medusa, Titanenkampf auch: Begegnung mit Medusa, Kategorie: Bester Kurzroman
- Poul Anderson, Goat Song, Bocksgesang, Kategorie: Beste Erzählung
- Joanna Russ, When It Changed, Als alles anders wurde auch: Veränderung, Kategorie: Beste Kurzgeschichte

- Hugo Award

- Philip José Farmer, To Your Scattered Bodies Go, Die Flusswelt der Zeit, Kategorie: Bester Roman
- Poul Anderson, The Queen of Air and Darkness, Herrin der Luft und der Dunkelheit, Kategorie: Bester Kurzroman
- Larry Niven, Inconstant Moon, Generalprobe Weltuntergang auch: Der Mond scheint hell … auch: Wechselhafter Mond, Kategorie: Beste Kurzgeschichte

- Locus Award

- Ursula K. Le Guin, The Lathe of Heaven, Die Geißel des Himmels, Kategorie: Bester Roman
- Poul Anderson, The Queen of Air and Darkness, Herrin der Luft und der Dunkelheit, Kategorie: Beste Kurzgeschichte

Deutsche Literaturpreise
- Hans-Böttcher-Preis

* Fritz Arend für Achter de Steenmuer

## Neuerscheinungen

### Belletristik
- Die Akte Odessa – Frederick Forsyth
- Augustus – John Williams
- Aus dem Tagebuch einer Schnecke – Günter Grass
- Elefanten vergessen nicht – Agatha Christie
- End Zone – Don DeLillo
- Fear and Loathing in Las Vegas – Hunter S. Thompson
- Die Frauen von Stepford – Ira Levin
- G. – John Berger
- Das glückliche Paar – W. Somerset Maugham
- Das Impressum – Hermann Kant
- Das Jahr der stillen Sonne – Wilson Tucker
- Der kurze Brief zum langen Abschied – Peter Handke
- The Persian Boy – Mary Renault
- Picknick am Wegesrand – Arkadi und Boris Strugazki
- Die Rote (Neufassung) – Alfred Andersch
- Die Schule der Atheisten – Arno Schmidt
- Eine Schwäche für das Leben – Francis Clifford
- Simultan – Ingeborg Bachmann
- Sonderbare Begegnungen – Anna Seghers; darin:
  - Die Reisebegegnung, Sagen von Unirdischen und Der Treffpunkt
- Surfacing – Margaret Atwood
- Uns geht’s ja noch gold – Walter Kempowski
- Die unsichtbaren Städte (OA) – Italo Calvino
- Wer stirbt schon gerne unter Palmen? – Heinz G. Konsalik
- Die wundersamen Reisen Gustavs des Weltfahrers – Irmtraud Morgner
- Wunschloses Unglück – Peter Handke

### Drama
- Adam und Eva – Peter Hacks
- Der Ignorant und der Wahnsinnige – Thomas Bernhard
- Die neuen Leiden des jungen W. – Ulrich Plenzdorf (Uraufführung des Theaterstücks am 18. Mai 1972 in Halle)
- Lear – Edward Bond

### Kinder- und Jugendliteratur
- Charlie und der große gläserne Fahrstuhl – Roald Dahl
- Julie of the Wolves – Jean Craighead George
- Das kleine Ich-bin-ich – Mira Lobe
- Unten am Fluss – Richard Adams
- Wir pfeifen auf den Gurkenkönig – Christine Nöstlinger

## Neue Zeitschriften
- Amsterdamer Beiträge zur älteren Germanistik, germanistische Mediävistik
- Bargfelder Bote, Materialien zum Werk Arno Schmidts
- Daphnis, Zeitschrift für Mittlere Deutsche Literatur und Kultur der Frühen Neuzeit (1400–1750)
- Gırgır, Karikaturzeitschrift der Türkei

## Geboren
- 11. Januar: Mathias Énard, französischer Schriftsteller und Übersetzer

- 01. Februar: Hamed Abdel-Samad, ägyptisch-deutscher Politologe und Publizist
- 02. Februar: Esther Gerritsen, niederländische Schriftstellerin und Dramatikerin
- 26. Februar: Liisi Ojamaa, estnische Lyrikerin und Übersetzerin († 2019)

- 01. März: Fabio Geda, italienischer Schriftsteller
- 02. März: Monique Schwitter, deutsch-schweizerische Schriftstellerin und Schauspielerin
- 10. März: Simone Buchholz, deutsche Schriftstellerin
- 25. März: Alessandro Piperno, italienischer Schriftsteller
- 29. März: Ernest Cline, amerikanischer Schriftsteller und Drehbuchautor

- 02. April: Thomas Glavinic, österreichischer Schriftsteller

- 18. Mai: Kyro Ponte, deutsch-griechischer Schriftsteller und Übersetzer
- 27. Mai: Maggie O’Farrell, irisch-britische Schriftstellerin
- 28. Mai: Marcin Szczygielski, polnischer Schriftsteller

- 03. Juni: Michela Murgia, italienische Schriftstellerin († 2023)
- 04. Juni: Joe Hill, US-amerikanischer Schriftsteller
- 07. Juni: Bart van Es, niederländisch-britischer Literaturwissenschaftler und Autor
- 09. Juni: Marija Stepanowa, russische Schriftstellerin, Lyrikerin und Essayistin

- 01. Juli: Wolodymyr Wakulenko, ukrainischer Schriftsteller und Kinderbuchautor († 2022)
- 05. Juli: Gary Shteyngart, US-amerikanischer Kulturjournalist und Schriftsteller russischer Herkunft
- 19. Juli: Laurent Binet, französischer Schriftsteller
- 21. Juli: Josué Guébo, ivorischer Dichter und Schriftsteller
- 26. Juli: Jan Süselbeck, deutscher Literaturwissenschaftler, Essayist und Herausgeber

- 06. August: Paolo Bacigalupi, US-amerikanischer Science-Fiction-Autor
- 19. August: Sema Kaygusuz, türkische Schriftstellerin

- 19. September: N. K. Jemisin, US-amerikanische Schriftstellerin
- 25. September: Dorit Rabinyan, israelische Schriftstellerin
- 30. September: Ari Behn, norwegischer Schriftsteller († 2019)

- 13. Oktober: Nico Bleutge, deutscher Schriftsteller
- 13. Oktober: Jan Costin Wagner, deutscher (Krimi-)Schriftsteller
- 16. Oktober: T Cooper, US-amerikanischer Schriftsteller
- 26. Oktober: Shan Sa, chinesisch-französische Schriftstellerin und Malerin

- 07. November: Björn Bicker, deutscher Schriftsteller, Regisseur und Dramaturg
- 21. November: Nicolas Dickner, kanadischer Schriftsteller
- 26. November: James Dashner, US-amerikanischer Schriftsteller

### Genaues Datum unbekannt
- Barbaros Altuğ, türkischer Schriftsteller, Journalist und Literaturagent
- Nicola Denis, deutsche Literaturübersetzerin und Autorin
- Edward Docx, britischer Schriftsteller
- Dilek Güngör, deutsche Journalistin, Kolumnistin und Schriftstellerin
- Nick Harkaway, britischer Schriftsteller
- Tom Hillenbrand, deutscher Journalist und Schriftsteller
- Kevin Maher, irischer Journalist und Schriftsteller
- Gary Owen, walisischer Dramatiker
- Pilar Quintana, kolumbianische Schriftstellerin
- C. J. Tudor, britische Schriftstellerin
- Murat Uyurkulak, türkischer Schriftsteller, Übersetzer und Journalist
- Volker Weiß, deutscher Historiker, Publizist und Essayist

## Gestorben
- 01. Januar: Eberhard Wolfgang Möller, deutscher Schriftsteller und Dramatiker (* 1906)
- 04. Januar: Hermann Ferdinand Schell, Schweizer Schriftsteller (* 1900)
- 07. Januar: John Berryman, US-amerikanischer Dichter und Hochschullehrer (* 1914)
- 08. Januar: Kenneth Patchen, US-amerikanischer Schriftsteller (* 1911)
- 10. Januar: Georg Rendl, österreichischer Schriftsteller (* 1903)
- 11. Januar: Padraic Colum, irischer Schriftsteller (* 1881)
- 14. Januar: Anna Maria Achenrainer, österreichische Schriftstellerin (* 1909)
- 19. Januar: Olga Meyer, Schweizer Schriftstellerin und Journalistin (* 1889)
- 28. Januar: Dino Buzzati, italienischer Schriftsteller (* 1906)
- 01. Februar: Karl Grünberg, deutscher Schriftsteller und Journalist (* 1891)
- 05. Februar: Marianne Moore, US-amerikanische Dichterin und Schriftstellerin der Moderne (* 1887)
- 09. Februar: George Langelaan, britischer Schriftsteller und Journalist (* 1908)
- 15. Februar: Julie Kniese, deutsche Kinder- und Jugendbuchautorin (* 1880)
- 15. Februar: Jef Last, niederländischer Dichter und Schriftsteller (* 1898)
- 19. Februar: Franz Karl Franchy, österreichischer Schriftsteller (* 1896)
- 23. Februar: Othmar Fiebiger, deutscher Lehrer; Dichter des Riesengebirgslieds (* 1886)
- 29. Februar: Violet Trefusis, britische Schriftstellerin (* 1894)
- 04. März: Richard Church, britischer Journalist und realistischer Schriftsteller (* 1893)
- 07. März: Jan Weiss, tschechischer Schriftsteller (* 1892)
- 11. März: Fredric Brown, US-amerikanischer Krimi- und Science-Fiction-Schriftsteller (* 1906)
- 28. März: Karl Fischer, deutscher Schriftsteller, Pfarrer und Politiker (* 1900)
- 28. März: Ruwim Frajerman, russischer Schriftsteller (* 1891)
- 01. April: Joachim von der Goltz, deutscher Schriftsteller (* 1892)
- 04. April: Miksa Fenyő, ungarischer Journalist und Schriftsteller (* 1877)
- 06. April: August Annist, estnischer Literaturwissenschaftler, Übersetzer, Folklorist und Lyriker (* 1899)
- 07. April: Mitsuhashi Takajo, japanische Haiku-Dichterin (* 1899)
- 12. April: C. W. Ceram, deutscher Journalist und Wissenschaftsautor (* 1915)
- 15. April: Iwan Heilbut, deutscher Schriftsteller (* 1898)
- 16. April: Kawabata Yasunari, japanischer Schriftsteller und Literaturnobelpreisträger (* 1899)
- 24. April: Pem, deutscher Journalist und Schriftsteller (* 1901)
- 27. April: Kwame Nkrumah, ghanaischer Denker, Politiker und Staatsmann (* 1909)
- 02. Mai: Hugo Hartung, deutscher Schriftsteller (* 1902)
- 04. Mai: Maurice Samuel, US-amerikanischer Autor (* 1885)
- 22. Mai: Cecil Day-Lewis, irisch-britischer Schriftsteller und Dichter (* 1904)
- 23. Mai: Kamil Bednář, tschechischer Dichter und Übersetzer, Prosaist, Dramatiker und Verlagsredakteur (* 1912)
- 23. Mai: Nicolas de Crosta, deutscher Schriftsteller (* 1900)
- 28. Mai: Violette Leduc, französische Schriftstellerin (* 1907)
- 01. Juni: Fritz Weber, österreichischer Schriftsteller und Erzähler (* 1895)
- 11. Juni: Cordt von Brandis, deutscher Offizier und Verfasser mehrerer Bücher autobiographischen Inhalts (* 1888)
- 12. Juni: Edmund Wilson, US-amerikanischer Schriftsteller und Literaturkritiker (* 1895)
- 19. Juni: Theodor Ottawa, österreichischer Journalist und Schriftsteller (* 1909)
- 24. Juni: R. F. Delderfield, britischer Dramatiker und Romanschriftsteller (* 1912)
- 24. Juni: Hans Heyck, deutscher Schriftsteller (* 1891)
- 02. Juli: Rafael Muñoz, mexikanischer Schriftsteller (* 1899)
- 08. Juli: Ghassan Kanafani, arabischer Schriftsteller (* 1936)
- 20. Juli: Richard Fischer, deutscher Schriftsteller (* 1883)
- 23. Juli: Emil Merker, sudetendeutscher Schriftsteller (* 1888)
- 24. Juli: Adolfo Casais Monteiro, portugiesischer Schriftsteller, Lyriker, Essayist und Literaturwissenschaftler (* 1908)
- 25. Juli: Robert Gillon, belgischer Senatspräsident und Schriftsteller (* 1884)
- 31. Juli: Ernst Fischer, österreichischer Schriftsteller und Politiker (* 1899)
- 04. August: Norah Lange, argentinische Schriftstellerin (* 1905)
- 17. August: Alexander Sacher-Masoch, österreichischer Schriftsteller (* 1901)
- 17. August: Alexander Wampilow, sowjetischer Schriftsteller und Dramatiker (* 1937)
- 19. August: Leopold Reitz, deutscher Schriftsteller und Heimatdichter der Pfalz (* 1889)
- 21. August: Alfred Reinhold Böttcher, deutscher Schriftsteller und Kinderbuchautor (* 1903)
- 25. August: Kurt Ihlenfeld, deutscher Pfarrer und Schriftsteller (* 1901)
- 30. August: Joseph Maria Lutz, deutscher Schriftsteller (* 1893)
- 06. September: Paul Bräcklein, Mundartdichter des Erzgebirges (* 1882)
- 18. September: Robert Faesi, Schweizer Germanist und Schriftsteller (* 1883)
- 21. September: Henry de Montherlant, französischer Schriftsteller (* 1895)
- 24. September: Alfred von Buttlar-Moscon, österreichischer Schriftsteller, Lyriker und Übersetzer (* 1898)
- 25. September: Alejandra Pizarnik, argentinische Dichterin (* 1936)
- 01. Oktober: Kurt Hiller, deutscher Schriftsteller und Publizist (* 1895)
- 03. Oktober: Hugo Kocher, deutscher Schriftsteller und Illustrator (* 1904)
- 15. Oktober: Joachim Maass, deutscher Schriftsteller und Lyriker (* 1901)
- 17. Oktober: František Gel, tschechischer Journalist, Rundfunkmoderator, Schriftsteller und Übersetzer (* 1901)
- 18. Oktober: Ernst Brauchlin, Schweizer Pädagoge, Schriftsteller und Freidenker (* 1877)
- 01. November: Ezra Pound, US-amerikanischer Dichter (* 1885)
- 02. November: Alexander Alfredowitsch Bek, russischer Romanautor und Schriftsteller (* 1903)
- 11. November: Wera Michailowna Inber, russische Schriftstellerin (* 1890)
- 17. November: Pierre Apestéguy, französischer Schriftsteller baskischer Herkunft (* 1912)
- 18. November: André Héléna, französischer Schriftsteller (* 1919)
- 20. November: Ennio Flaiano, italienischer Schriftsteller, Journalist und Drehbuchautor (* 1910)
- 30. November: Compton Mackenzie, schottischer Schriftsteller (* 1883)
- 02. Dezember: Kang Yong-hŭl, koreanisch-amerikanischer Schriftsteller (* 1898)
- 03. Dezember: Ilse Schneider-Lengyel, deutsche Kunsthistorikerin, Fotografin, Schriftstellerin (* 1903)
- 10. Dezember: Mark Van Doren, US-amerikanischer Dichter, Schriftsteller und Literaturkritiker (* 1894)
- 13. Dezember: L. P. Hartley, britischer Schriftsteller (* 1895)
- 20. Dezember: Günter Eich, deutscher Hörspielautor und Lyriker (* 1907)
- 24. Dezember: Ernst Kreuder, deutscher Schriftsteller (* 1903)
- 1972: Marten Cumberland, britischer Journalist und Schriftsteller (* 1892)
- 1972: H. F. M. Prescott, britische Schriftstellerin und Historikerin (* 1896)